# Different World
«Different World» es la primera canción del álbum A Matter of Life and Death (2006) de Iron Maiden. Fue publicada como segundo sencillo del álbum el 14 de noviembre de 2006 en los Estados Unidos, y el 26 de diciembre en Europa. Según la banda, esta canción es un tributo a la banda irlandesa Thin Lizzy debido al modo vocal de Bruce Dickinson, que se asemeja al de Phil Lynott. La portada del sencillo representa a Eddie con el mundo atrapado en su mano.
Se publicaron dos vídeos diferentes de la canción. Uno es un corto animado por ordenador en el que aparece Dickinson robando una pócima que le convierte en un Eddie gigante, lo que le anima a destruir la ciudad. En el segundo aparece la banda tocando el tema en el estudio. Different World aparece en el videojuego Tony Hawk's Downhill Jam.

## Lista de canciones
CD sencillo EUA
1. «Different World»[2] (Adrian Smith, Steve Harris) – 4:15
2. «Hallowed Be Thy Name» (Radio 1 'Legends' Session) (Harris) – 7:13
3. «The Trooper» (Radio 1 'Legends' Session) (Harris) – 3:56

Sencillo digital
Entrevista con Steve Harris solo estaba disponible al solicitarla antes del 26 de diciembre de 2006 en la página web oficial de Iron Maiden.
1. «Different World» (grabada en directo en Aalborg en la gira A Matter of Life and Death el 9 de noviembre de 2006) (Smith, Harris) – 4:15
2. Entrevista a Steve Harris – 10:38

CD sencillo Europa
1. «Different World» (Smith, Harris) – 4:15
2. «Iron Maiden» (grabada en directo en Copenhague en la gira A Matter of Life and Death el 10 de noviembre de 2006) (Harris) – 5:40

DVD sencillo Europa
1. «Different World» (Smith, Harris) – 4:15
2. «The Reincarnation of Benjamin Breeg»  (grabada en directo en Copenhague en la gira A Matter of Life and Death el 10 de noviembre de 2006) (Dave Murray, Harris) – 7:44
3. «Hocus Pocus» (versión de Focus) – 5:33

Disco 7" Europa
1. «Different World» (Smith, Harris) – 4:15
2. «Fear of the Dark» (grabada en Copenhague en la gira A Matter of Life and Death el 10 de noviembre de 2006) (Harris) – 7:45

## Posicionamiento en listas
| Lista (2006–07)                | Mejor posición |
| ------------------------------ | -------------- |
| Alemania (Media Control AG)    | 40             |
| Dinamarca (Tracklisten)        | 3              |
| España (Top 100 Canciones)     | 1              |
| European Hot 100               | 34             |
| Finlandia (OFC)                | 1              |
| Francia (SNEP)                 | 99             |
| Irlanda (IRMA)                 | 39             |
| Países Bajos (Dutch Top 40)    | 39             |
| Italia (FIMI)                  | 3              |
| Reino Unido (UK Singles Chart) | 3              |
| Suecia (Sverigetopplistan)     | 52             |